# Эндрю Райан
Эндрю Райан (англ. Andrew Ryan) — вымышленный персонаж из серии видеоигр BioShock, разработанной Irrational Games. Он служит главным антагонистом первой половины первого BioShock и второстепенным персонажем в BioShock 2 и BioShock Infinite: Burial at Sea. Райан изображается как бизнес-магнат и идеалист 1940-х и 1950-х годов. Стремясь избежать пристального внимания со стороны правительства и другого надзора, он приказал тайно построить подводный город Восторг. Когда в дальнейшем выходит, что желаемая утопия в Восторге превратилась антиутопией с гражданской войной и жёстким контролем, он погружается в затворничество и паранойю. После победы в войне он становится все более безжалостным в своем контроле над оставшимися жителями города.
Персонаж был придуман сотрудником Irrational Games' Кеном Левином на основе Айн Рэнд и Говарда Хьюза, Чарльза Фостера Кейна и Уолта Диснея. Эндрю Райан был высоко оценён критиками, Electronic Gaming Monthly поставил его на девятое место в своём списке 10 лучших политиков из видеоигр. Был озвучен Армином Шимерманом, чья актёрская работа была названа одним из факторов, способствовавших успеху BioShock, поскольку она получила награду IGN в номинации «Лучшее использование звука». Райана сравнивали с несколькими реальными и вымышленными персонажами, а его мир Восторга — с Ущельем Галта их романа Айн Рэнд «Атлант расправил плечи».

## Создание и образ
Так скажи мне, друг, какие мерзавцы тебя послали? Волки из КГБ или шакалы из ЦРУ?
Послушай меня: Восторг — это тебе не затонувший корабль, который можно грабить, а Эндрю Райан — не наивная девочка, которую правительство может развести вокруг пальца.
На этом всё. Гудбай или до свидания, на любом языке, на каком пожелаешь!
Режиссёр BioShock Кен Ливайн описал Эндрю Райна (чья внешность была основана на актёре Винсента Прайса) как человека идеалов в противоположность злодею игры Фрэнку Фонтейну, их не имеющему. Разработка встречи между игроком и Райаном была спорным решением для разработчиков из-за вопроса о том, каковы мотивы игрока на данный момент. Райан, покончивший с собой, чтобы помешать Джеку, главному герою, совершить это, был назван Левином «крайним оскорблением». Разработчикам потребовалось много времени, чтобы закончить сцену. Левин заявил, что они слишком рано выяснили, кто такой персонаж Эндрю Райана, добавив, что они недооценили влияние, которое это окажет. Хотя он более разумен, чем встреченные игроком противники до этого, включая зашедшего слишком далеко в своём идеале красоты пластического хирурга Штайнмана, он настолько же непоколебим, насколько не желает менять свои идеалы. Обсуждая, сколько людей получат хорошую концовку BioShock, Левин заметил, что Райан не выберет более легкий путь.
Создавая мир Восторга, Левин вообразил себе утопию, чьи создатели не хотели, чтобы внешний мир открыл её для себя. Вслед за этим он создал образ Райана как его создателя, придав ему «псевдообъективизм и крайне капиталистический взгляд на мир», а также опасение, что сторонники Нового курса в США и коммунисты из СССР найдут Восторг. Философия Райана для Левина восходила к ар-деко, чей стиль можно описать как: «Да, мы люди, и мы контролируем вселенную!» Он считал Райана комбинацией исторических личностей, таких как Говард Хьюз и Айн Рэнд; и, хотя он сравнил Райана с Джоном Галтом, он считал Райана более похожим на реального человека, совершающего ошибки и испытывающего страх и сомнения. Эндрю Райана является полуанаграммой имени Айн Рэнд, чтобы установить связь между ними. Оценивая недовольства отдельных игроков необходимостью убить Райана Левин замечал, что видеоигры, по общему признанию, были линейными, и достаточно сложно придумать один хороший сюжет, не говоря уже о нескольких. Левин заявил, что не ожидал «уродливого спуска с заоблачных высот» от сцены с Эндрю Райаном ближе к концу.

### История персонажа
Вымышленная биография Эндрю Райана отчасти воспроизводит реальную биографию одного из основных прообразов — писательницы Айн Рэнд. Как и Рэнд, он родился в Российской империи в еврейской семье среднего достатка. Хотя Эндрю Райан и носит английское имя, в игре BioShock 2 было уточнено, что при рождении его звали Андрей (англ. Andrei); в романе «BioShock: Восторг» дополнительно уточнялось, что Райан родился в местечке недалеко от Минска и при рождении носил имя Андрей Раяновский (англ. Andrei Rianovski). С Октябрьской революцией 1917 года и национализацией промышленности семейное предприятие, которым владели родители Эндрю, перестали существовать, и сами они оказались во враждебном окружении — и как евреи, и как «буржуи»; в итоге в 1919 году семья Эндрю была вынуждена иммигрировать в США. Эндрю проникся ненавистью и к царскому режиму, и к сменившему его большевизму — по выражению Райана, страна, в которой он родился, «обменяла деспотию на безумие». В США Райан стал невероятно богатым бизнес-магнатом и поначалу был доволен капиталистическим обществом, которое предлагала ему страна. Однако в результате государственного и религиозного вмешательства в его дела он в конце концов сильно разочаровался. В ответ он потратил все свое состояние на тайное строительство Восторга, города, который он мог бы создать по своему образу и подобию.
На протяжении всей истории Восторга Райан часто встречался с бизнесменом и контрабандистом Фрэнком Фонтейном, который позже стал ведущей фигурой в генетической гонке вооружений Восторга к концу 1950-х годов. Несмотря на то, что Райан всегда относился к нему с подозрением, Райан первоначально защищал достижения Фонтейна в индустрии генетики, подчеркивая его основную веру в свободный рынок. Однако, как только бизнес Фонтейна стал настолько мощным, что начал конкурировать с бизнесом Райана, Райан принял меры, чтобы обуздать влияние Фонтейна. Как только его контрабандная деятельность была окончательно раскрыта, Райан приказал своему начальнику службы безопасности убить Фонтейна. Под давлением Фонтейн решил инсценировать собственную смерть. Когда Фонтейн, казалось бы, ушел, Райан непопулярным образом национализировал бизнес-империю Фонтейна. Однако к этому моменту в конце 1958 г/ город столкнулся с серьёзными экономическими, социальными и политическими проблемами, по которым Райан отказался идти на компромисс. Воспользовавшись этим, Фонтейн увидел возможность лишить Райана положения фактического правителя Восторга. Он изобрел псевдоним Атлас, имитируя ирландский акцент, и сплотил людей против Райана, что привело их к гражданской войне в 1959 году, которая разорвала город на части. Райан победил, прибегнув к использованию генетических феромонов, которые удерживали большую часть населения под его контролем. Фонтейн/Атлас снова был вынужден скрываться. Однако к этому моменту город превратился в антиутопию. Райан впал в паранойю, ушел из общества и правил оставшимся населением как все более безжалостный тиран. Это оттолкнуло многих из его бывших друзей, некоторые из которых предали его, но были обнаружены и казнены. В назидание и предупреждение других трупы повешены на стене трофеев возле офиса Райана. Несмотря на вызваннsq боевыми действиями урон, основатель сохранял надежду, что его город снова поднимется.

## Появление

### BioShock
Когда главный герой игры BioShock Джек прибывает в Восторг в 1960 году, Райан рассматривает его как угрозу, первоначально считая его правительственным агентом, скорее всего, присланным советским КГБ или американским ЦРУ. Райан пытается сделать все возможное, чтобы убить Джека, которого через Восторг ведет Фонтейн, все ещё замаскированный под Атласа. По ходу игры игроку постепенно раскрывается, что Джек на самом деле внебрачный сын Эндрю Райана. За несколько лет до этого, в 1956 г. Райан занимался сексом с молодой стриптизёршей Жасмин Джолин, в результате чего она забеременела, хотя Райан не знал об этом. Фонтейн, воспользовавшись этой возможностью, заплатил своей высокопоставленной сотруднице Бриджит Тененбаум за покупку у неё эмбриона. После того, как Райан узнал об этом, он убил Джолин. Ребёнка назвали Джеком, и Фонтейн приказал нанятому им доктору Яну Сушонгу ускорить рост Джека и сделать его уязвимым для нескольких методов воздействия на разум; одна из таких техник заключалась в том, чтобы заставить Джека выполнить любое запрошенное действие, после фразы «Будь любезен». Двухлетнего Джека, уже физически взрослого на тот момент в результате генетического ускорения, отправили жить на поверхность. Джек был «тузом в рукаве» Фонтейна и его спящим агентом, который вернется в Восторг, если гражданская война пойдет не по его пути. Поскольку у Джека и Райана одни и те же гены, Джек сможет обойти большую часть основанной на генетике системы безопасности Восторга. С начала игры Джек имеет пистолет, в отправленной Фонтейном сопроводительной записке есть фраза «Будь любезен» и приказ узнать и разбить самолёт у местоположения Восторга.
Когда Эндрю Райан и Джек наконец встречаются, Райан заявляет, что Джек был его «самым большим разочарованием». Райан произносит короткий монолог, раскрывая ему истинное прошлое Джека и говоря, как мало он отличается от раба. По словам Райана, «в конце концов, что отличает человека от раба? Деньги? Власть? Нет. Человек выбирает, раб подчиняется». Райан передает Джеку свою клюшку для гольфа, а затем фразой «Будь любезен» насмешливо приказывая ему «повиноваться» и убить его, что Джек вынужден сделать.

### BioShock 2
Райан появляется в BioShock 2 в основном в виде аудиодневников, которые дают игроку более полное представление об истории и идеалах Райана. На раннем уровне игры игрок посещает тематический парк «Парк развлечений Райана», изначально предназначенный для ознакомления молодежи Восторга с идеологией основателя города.
Он также появляется по телевидению в многопользовательском режиме BioShock 2, действие которого происходит незадолго до событий BioShock, где произносит речь перед жителями Восторга в канун Нового 1958 года. По мере продвижения игрока многопользовательская история заканчивается радиотрансляцией Эндрю Райана, в которой объявляется о прибытии Джека в Восторг и жителей призывают выследить чужеземца.

### BioShock Infinite: Burial at Sea
Райан не появляется в первом эпизоде Burial at Sea, хотя статуя с его изображением видна на табличке «Ни богов, ни королей, только человек» в начале DLC. Он также упоминается как человек, который отправил универмаг Фонтейна на дно.
Райан появляется во втором эпизоде, когда Элизабет проникает в один из его офисов в поисках устройства. Райан связывается с Элизабет через экран и, впечатлённый её способностями, предлагает сотрудничество. Когда она отказывает, Райан отправляет своих людей убить Элизабет, хотя ей удается победить их. После смертельного избиения Атласом умирающая Элизабет заглядывает в будущее, показывая игроку прибытие Джека и падение Райана и Атласа.

## Персона
Эндрю Райан всегда можно увидеть с зачесанными назад волосами, в элегантном костюме и с галстуком. На изображении, где игрок встречает Райана на уровнях «Добро пожаловать в Восторг» и «Центральный контроль Восторга», он одет в чёрную фетровую шляпу. Райан, которого Левин описал как объективиста, придерживается определённых идеалов и отказывается сдаваться или идти на компромисс с ними. Он испытывает огромную ненависть к «паразитами», состоящим в основном из людей, поддерживающих левые политические взгляды, а именно социализм и коммунизм. Райан также питает огромную ненависть к религии и альтруизму, последнее считает корнем всего зла. Убеждённый атеист, Райан с равнодушием относится ко всем видам веры. Он твердо верит в меритократию, полагая, что человек, который много работает, «имеет право на пот своего лба».
Райан придумал свою собственную экономическую философию, которую он назвал «Великой производственной цепью» или просто «Великой цепью», подобно метафоре «невидимой руки рынка» Адама Смита. Решающее значение для этой философии имеет концепция свободного рынка, при этом Райан утверждает, что всё производство должно быть полностью освобождено от государственного вмешательства. Когда Конгресс решил национализировать один из частных лесов Райана, тот предпочел сжечь его дотла. Райан выступает против всех форм экономического регулирования.
На первый взгляд, Райан доводит эти убеждения до крайности, осуждая все формы государственного контроля, включая законы. Однако на самом деле Райан не терпел некоторых преступлений, особенно воровства (он был в ярости, узнав, что граждане обнаружили способы взлома торговых автоматов), так как считал, что это противоречит основополагающим принципам Восторга. Политическое инакомыслие также преследовалось. Райан воспользовался услугами таких людей, как Август Синклер, который ради прибыли предложил заключать врагов Райана в своей секретной исправительной колонии «Персефона». Главный антагонист BioShock 2 София Лэмб была приглашена в Восторг по просьбе Райана, но позже была заключена в тюрьму в Персефоне, поскольку стало ясно, что её идеология противоречит политике Райана. Несмотря на то, что поначалу это сильно обескураживало, но не было полностью незаконным, контрабанда в конечном итоге была объявлена вне закона, и Райан наказывал за неё повешением, поскольку «любой контакт с поверхностью подвергает Восторг воздействию тех самых паразитов, от которых мы бежали. Несколько вытянутых шей — небольшая цена за наши идеалы».
По сути, Райан является диктатором, правящим без ограничений и ни перед кем не отвечающим. Хотя он основал город, руководствуясь принципом, что человечество должно обладать свободой воли, в конце концов он предал эту заветную веру, когда возникла угроза проиграть гражданскую войну в Восторге. Он с большой неохотой разрешил использовать феромон, который сделал граждан Восторга уязвимыми для его психологического внушения. Точно так же он не удержался от национализации бизнеса Фонтейна, когда это стало необходимо, чтобы укрепить свою власть над городом.

## Критика

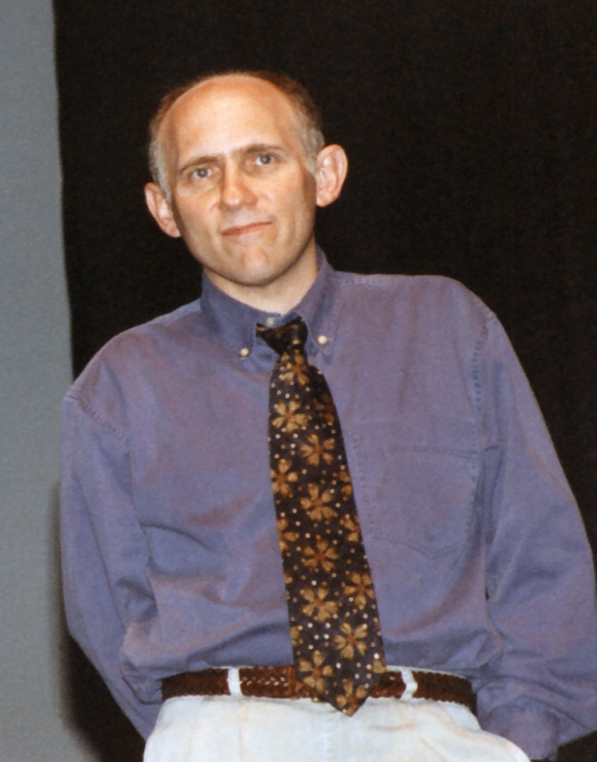
Армин Шимерман.

В своей обзорной статье BioShock редактор IGN Чарльз Оньетт описал Эндрю Райана как «кого угодно, только не прототипического злодея», описав его как человека с бездонными амбициями по созданию города на дне моря. Журналист добавил, что хотя слова персонажа напоминают «тоталитарную пропаганду», игроки не могут не сочувствовать ему. Во время обсуждения потенциального сюжета сиквела игры BioShock 2 редактор Хилари Гольдштейн считала, что Райан должен снова появиться, и что, хотя игра должен быть в новой области, он все равно должен быть связан с ним. Оньетт назвал Райана ключевым элементом, и если его не включить в сиквел, произойдет драматическая потеря идентичности. Он утверждал, что большая часть личности Восторга исходит от Райана, и без него это имело бы гораздо меньшее влияние. Редактор Райан Геддес согласился, добавив, что, по его мнению, в Райане есть нечто большее, чем Восторг. Редактор Нейт Ахем предположил, что в сиквеле игроки потенциально могут сыграть роль Райана, чтобы изучать историю о попытках создать идеальный мир и о том, как он рушится у них под ногами. Адам Волк из Gamasutra описал Райана как захватывающую версию персонажа безумного ученого, добавив, что если больше разработчиков откажутся от стереотипов о типе персонажа, их герои могут легко соперничать с аналогами в фильмах, на телевидении или в романах. В книге Ореолы и аватары: играя в видеоигры с Богом (англ. Halos and Avatars: Playing Video Games with God) Крейг Детвейлер называет героя «явной отсылкой к писателю-объективисту и философу Айн Рэнд».
Оньетт похвалил Шимермана за работу над образом Райана, дающую «удовольствие слушать» и добавив, что он «составит Стивену Колберу серьёзную конкуренцию за его деньги». Редактор 411 Mania editor Адам Ларк высоко оценил представление персонажа при появлении игрока в Восторге. Редактор Game Chronicles Марк Смит похвалил озвучку игры, высоко оценив приверженность Шимермана сюжету и теме. Редактор Total PlayStation также похвалил Шимермана и озвучивавшего Атласа Карл Ганновер. Редактор Worthplaying Брайан Думлао прокомментировал, что голос Райана «передает … борьбу человека, чьим идеалам угрожает конкурирующий бизнесмен», и похвалил актёров за то, почему сюжет игры так хорош. В своей награде «Игра года» IGN похвалил озвучку, сославшись на произносимую перед главным героем речь Райана, как на то, что их убедило. BioShock получил от издания премию за «Лучшее использование звука».
Эндрю Райана сравнивали с несколькими другими персонажами в художественной литературе и реальной жизни. Проводились аналогии между Восторгом и миром Айн Рэнд в романе «Атлант расправил плечи». Редактор блога Critics описал Райана как высокомерного, жадного и наивного, добавив, что эти черты его характера привели Восторг к разрушению. Лу Кестен из San Francisco Chronicle также провел это сравнение, отметив сходство имён Эндрю Райана и Айн Рэнд. Оньетт согласился, назвав его «героем Рэнд». Его также сравнивают с главным героем фильма «Гражданин Кейн» Чарльзом Фостером Кейном. Редактор Official Xbox Magazine Дэн Грилиопулос сравнил внешность Райана с Гомесом Аддамсом из «Семейки Аддамс». Редакторы IGN Фил Пиррелло и Кристофер Монфетт назвали Райана большим коммунистом, чем Владимир Ленин, а также проводили аналогию с итальянским философом и писателем Никколо Макиавелли. Обсуждая потенциальных актёров, которые могли бы сыграть Райана в фильме BioShock, редакторы IGN выбрали Энтони Хопкинса как идеального кандидата на эту роль.
Эндрю Райан фигурировал в ряде списков «лучших» персонажей. Редактор Gamasutra Ли Александр поставил его на третье место среди самых впечатляющих персонажей 2007 года после GLaDOS из Portal и созданных самими игроками персонажей (например, в массовых многопользовательских ролевых онлайн-играх). Ли называет его «предостерегающим примером опасности чистой философии», добавляя, что, хотя он начинает как главный антагонист, игроки сочувствуют ему, когда становится ясно, что он «крайне ошибается». В Guinness World Records Gamer’s Edition Эндрю Райан занял 15-е место в списке «50 лучших злодеев видеоигр». IGN поместило персонажа на 10-е место среди 100 лучших злодеев видеоигр, заявив: «Сила его личности и ясность его видения вызывают восхищение на протяжении всей игры. Восторг не был бы так интересен без Райана и дополняющих его действий и исследований его истории, кричащей пропаганды и используемой им любой возможности, чтобы транслировать свое мировоззрение». PlayStation Official Magazine поместил его на восьмое место среди лучших злодеев видеоигр на PS3. Bit-Tech поместила Райана на 10-е место в десятке лучших игровых неигровых персонажей. Он занимает девятое место в списке десяти лучших политиков в области видеоигр, составленном Electronic Gaming Monthly. GamesRadar поставил Эндрю Райана на 6-е место в своем списке лучших злодеев видеоигр.
В 2016 году в честь Райана был назван вид морского брюхоногого моллюска Rapturella ryani.